# 격

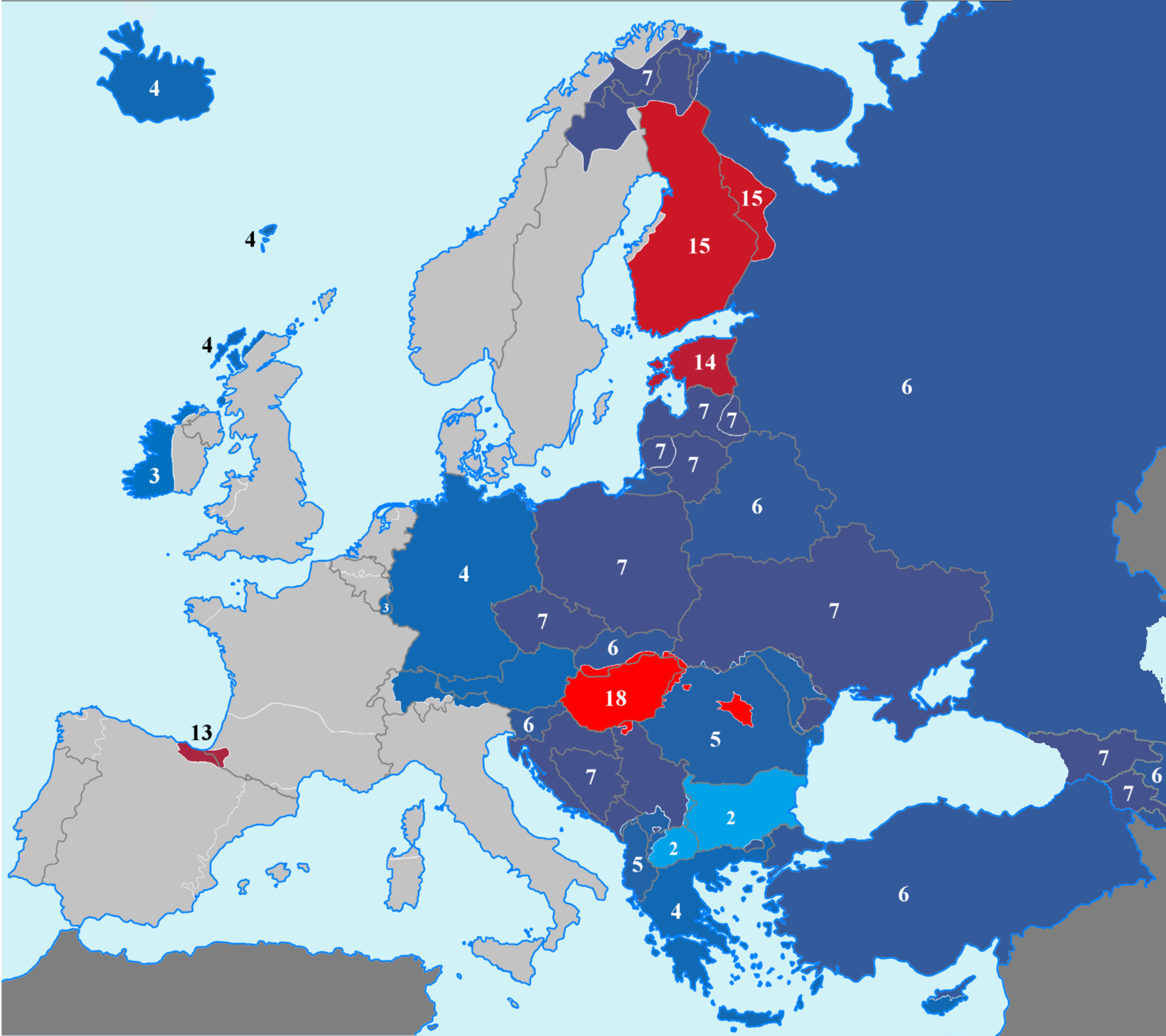
여러 유럽 언어의 격 개수.

언어학에서 격(格, grammatical case) 또는 자리는 명사에 관련된 문법 범주의 하나로 해당 명사가 문장에서 어떤 통사적 기능을 하는지 표현해 주는 것을 말한다. 
서구 언어학의 전통적에서는 명사와 형용사에 관련된 문법 범주로 성, 수, 격이 논의되어 왔다. 이것은 인도유럽어족의 특성에서 나온 분석이다. 고전 인도유럽어인 고대 그리스어와 라틴어에서 명사와 형용사는 형태가 변화하여 성, 수, 격의 문법적 의미를 표현했으며 현대의 인도유럽어들에도 이러한 현상이 남아있다. 이러한 명사의 형태 변화를 곡용이라고 한다. 
엄밀한 의미에서 격은 이러한 인도유럽어족의 현상에서 보듯이 명사의 곡용을 통해 표현되는 문장에서의 기능, 대표적으로 동사와 맺고 있는 관계를 나타내는 문법 의미를 말한다.
그러나, 격이라는 용어는 명사의 곡용이 없는 언어에 대해서도 널리 사용된다. 한국어의 조사와 같이 문법적인 관계를 표시하는 표지가 나타나는 경우에도 격으로 지칭하며, 영어의 경우에서처럼 명사의 형태 변화는 전혀 없지만 문장에서의 위치에 따라 통사적 기능이 정해지는 경우에도 격이라고 한다. 한국에 잘 알려진 외국어들의 경우를 예로 들어 보면:
- 형태론적 격 : 독일어, 러시아어
- 형태-통사론적 격 : 한국어, 일본어
- 통사론적 격 : 영어, 프랑스어

여기서 더 나아가, 라틴어의 곡용과 같은 형태론적 요소나, 한국어의 조사와 같은 형태-통사론적 요소, 또는 영어의 명사의 위치와 같은 통사론적 요소가 아니더라도 명사의 문장 내에서의 기능 또는 역할을 의미상으로 구분할 수 있을 때 그 문법 의미를 격으로 지칭하기도 한다.

## 격의 목록
격은 형태와 의미에 따라 다양하게 분류된다. 격 대신에 '자리'라는 용어를 사용하는 경우도 존재하며 대한민국과 조선민주주의인민공화국의 학계에서 사용되는 용어 사이에도 상당한 차이가 있다.
격은 언어별로 다른 방식, 다른 구분으로 정의된다. 예를 들어 인구어에서는 주격-대격-여격-탈격-속격-호격-처격-구격의 8분류가 인구조어로부터 이어져왔다는 설이 일반적이다. 한편 보편문법이나 의미론에 의거하여 언어들의 격을 일률적, 보편적으로 구분하려는 시도도 있다.
- 공동격(共同格) = 공격(共格)
- 능격 - 절대격: 능격-절대격 정렬의 언어에서 주격-대격의 대응 대신에 존재하는 분류이다.
- 대격(對格) = 목적격(目的格)
- 도구격 = 구격
- 비교격(比較格)
- 시간격(時間格)
- 속격(屬格) = 소유격(所有格), 생격(生格)
- 여격(與格)
- 자격격(資格格)
- 접격(接格)
- 조격(造格)
- 종격(終格)
- 주격(主格)
- 직격(直格) - 사격(斜格): 주격과 호격을 직격이라 하고, 독립적이지 않은 다른 격들을 사격이라 하는 분류가 있다.
- 처격(處格) = 위격(位格), 처소격(處所格)
- 탈격(奪格)
- 향격(向格)
- 향내격(向內格)
- 향외격(向外格)
- 호격(呼格)

### 한국어 연구에서
전통적 한국어 연구에서, 격의 구분은 체언에 붙는 조사의 문법적 기능을 나타내기 위해 사용된다. 이는 보편적 문법론에서 일컫는 의미론적 격 분류와는 범위나 구분이 다를 수 있다.
- 주격(主格): 주격조사 '-이/가'에 주어로도 사용되는 '-에서/께서'까지 포함한다.
- 서술격(敍述格): 계사 '-이다'를 반드시 명사와 결합한다는 데서 서술격 조사라 칭한다.
- 관형격(冠形格): 속격을 이른다.
- 목적격(目的格): 대격을 이른다.
- 보격(補格): 서술어가 '되다' 또는 '아니다'인 경우에 붙는 '-이/-가'는 주격과는 의미상 차이가 발생하므로 보격 조사라 특칭한다.
- 부사격(副詞格): 체언을 부사어로 만든다.
- 호격(呼格): 호격을 이른다.

## 같이 보기
- 일치
- 곡용
- 굴절 (문법)
- 격 목록
- 태 (문법)